# August Brötje

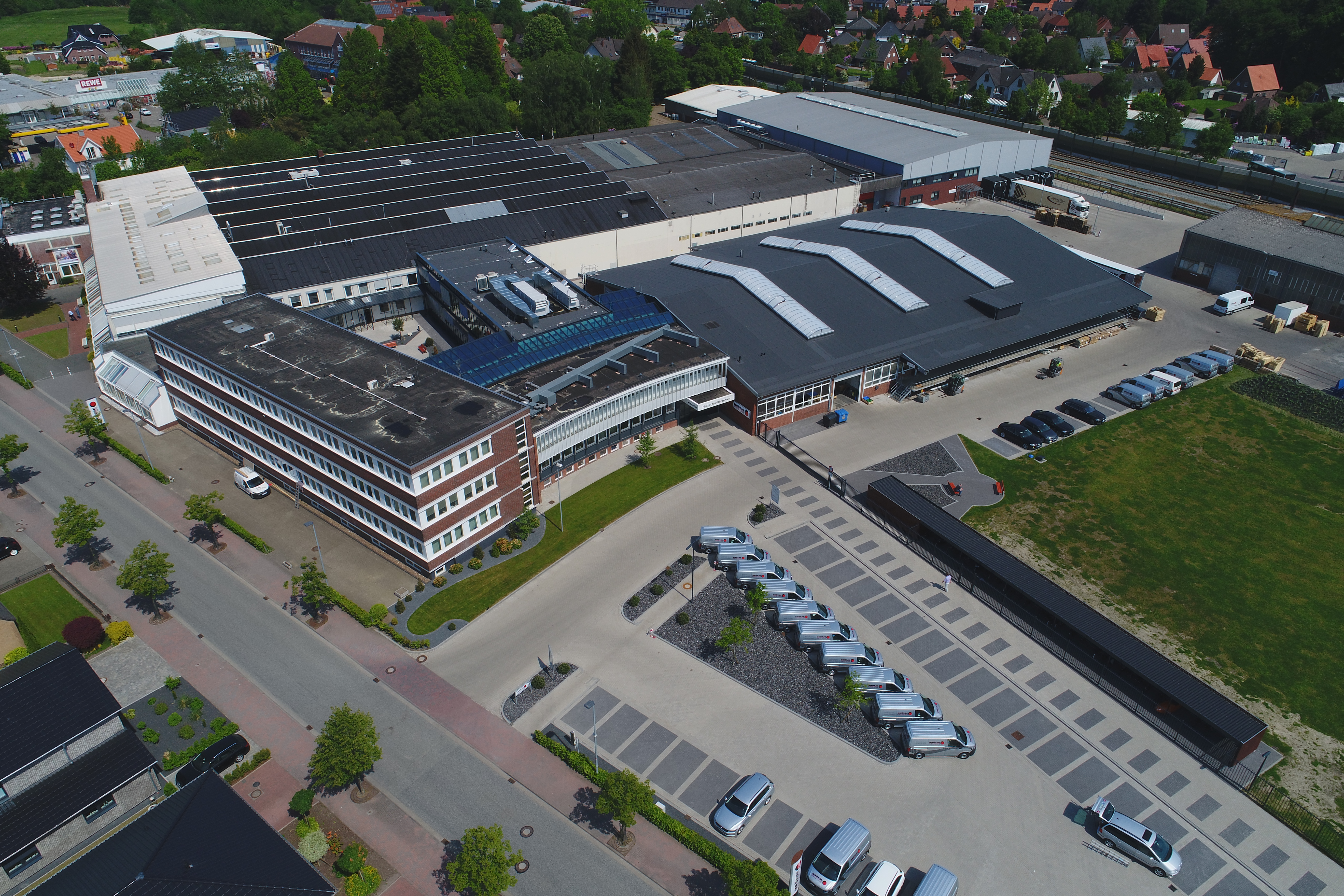
Luftaufnahme vom Werk in Rastede

Die August Brötje GmbH (Eigenschreibweise: BRÖTJE) fertigt Heizungs- und Wärmetechnik für Wohnhäuser sowie für gewerbliche und institutionelle Anwendungsbereiche. Produktions- und Vertriebsstandorte befinden sich im norddeutschen Rastede, Augustfehn sowie in Haar.

## Geschichte des Unternehmens
August Brötje (* 4. Oktober 1893 in Rastede; † 12. November 1937 in Bremen) war ein Maschinenbaumeister, der 1919 die Brötje-Werke gründete. August Brötje (junior) war auch der Name seines Sohnes und Firmennachfolgers († 1979). Aus dem Handwerksbetrieb für Maschinenbau und Reparatur ging im Laufe der Zeit die August Brötje GmbH hervor.
Brötje senior wurde 1893 als Sohn eines Tischlermeisters, Dampfsägewerks- und Mühlenbesitzers geboren. Während des Ersten Weltkrieges arbeitete er bei der Friedrich Krupp AG. Zurück in Rastede, gründete er 1919 einen kleinen Handwerksbetrieb in einer früheren Konservenfabrik und schloss 1921 seine Meisterprüfung als Maschinenbauer ab. Zunächst stellte das Brötje-Werk schmiedeeiserne 
Bandsägen her und bot Reparaturen von Dampfmaschinen sowie Motoren an, verlegte den Schwerpunkt ab 1926 aber auf die Herstellung von Stahlradiatoren. Daneben wurden Einsatzkessel für Küchenherde produziert und Heizungsmontagen durchgeführt.
Nach dem Tod von Brötje senior 1937 wurde seine Witwe Erna Brötje Inhaberin des Unternehmens. 1939 wurde der Montageservice eingestellt. Ab 1943 war die Herstellung von Radiatoren verboten, so dass sich die Firma ausschließlich auf Rüstungsaufträge beschränkte und unter anderem Feldgeschirr und Flugzeugteile für die Luftwaffe produzierte. 
Nach Ende des Zweiten Weltkrieges übernahm August Brötje junior die Geschäfte. In den alten Werkshallen wurden zunächst 
Behelfsherde und Räucherschränke, später auch wieder Radiatoren hergestellt, während in neuen Werksgebäuden im Ortsteil Kleinenfelde Heizkessel angefertigt wurden. Die Produkte wurden mittels firmeneigener Lastzüge zu den verschiedenen Lagerstandorten zwischen Hamburg und Stuttgart gebracht. 1949 beschäftigte das Werk 200 Mitarbeiter; 1952 wird die Brötje Handelsgesellschaft 
mbH gegründet.
Mitte der 1960er Jahre beschäftigte die heutige August Brötje GmbH rund 500 Mitarbeiter in den Werken in Rastede bei Oldenburg und Augustfehn. 1979 erfolgte die Abspaltung von Broetje-Automation. Im Jahr 1999 wurde das Unternehmen in die Baxi Group integriert, einen europäischen Großkonzern für Heizungstechnik. 2006 wurde Brötje zum Handwerkermarkenpartner an der Seite des Zentralverbandes Sanitär Heizung Klima (ZVSHK). Dieser Verband ist Wirtschaftsorganisation und Interessenvertretung für das SHK-Handwerk in Deutschland. Im Jahr 2009 stellte sich der Baxi-Konzern neu auf und fusionierte mit der De Dietrich Remeha Gruppe zur BDR Thermea. In Deutschland sind vor allem die Marken Brötje, Remeha, Senertec und Oertli bekannt.

## Produkte und Vertrieb
Die August Brötje GmbH entwickelt Produkte für den Wärmebedarf und Heiztechnik, darunter Wärmepumpen, Wärmeerzeugerprodukte für Gas und Öl, Produkte für die Wasseraufbereitung, Speicher, Solartechnik sowie Heizkörper mit dem erforderlichen Zubehör. Dabei wird ein dreistufiger Vertriebsweg praktiziert; alle Produkte werden ausschließlich durch die GC-, G.U.T. und die Pfeiffer-&-May-Gruppe als Großhandelspartner vertrieben.